# Srednja vojaškoglasbena šola JLA
Srednja vojaškoglasbena šola (srbohrvaško: Srednja vojnomuzička škola) je bila srednja vojaška šola, ki je delovala v okviru Jugoslovanske ljudske armade.
Ustanovljena je bila 1. novembra 1945 v Zagrebu z namenom šolanja glasbenikov JLA. Šolanje je trajalo 4 leta. Nekaj časa je v okviru šole potekal še tečaj za vojaške dirigente.